# James Ewing

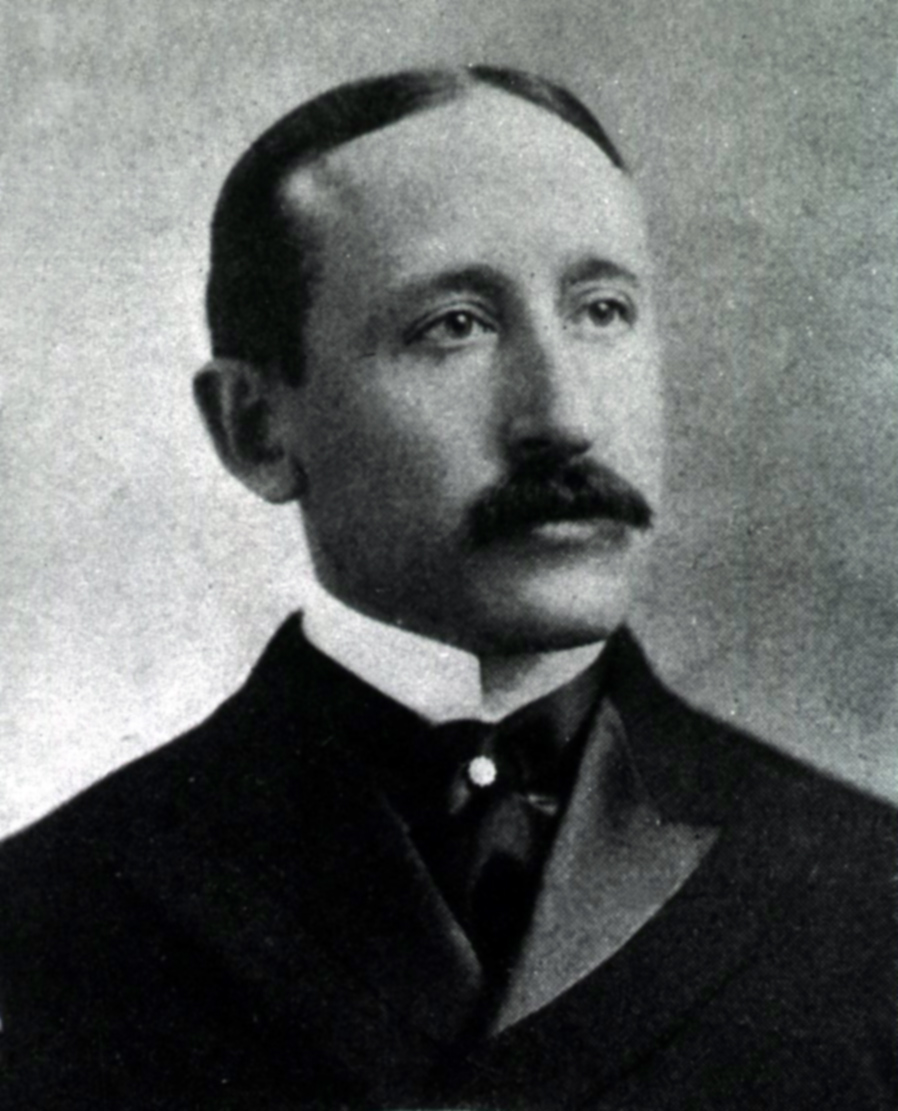
James Ewing

James Ewing (* 25. Dezember 1866 in Pittsburgh; † 16. Mai 1943 in New York) war ein US-amerikanischer Pathologe.

## Biografie
James Ewing studierte von 1888 bis 1891 Medizin an der Columbia University in New York City. 1899 wurde er zum Professor für Pathologie an der Cornell University berufen. Ewing war Mitbegründer der American Association for Cancer Research im Jahr 1907 und der American Cancer Society 1913. Weiterhin war er wesentlich beteiligt an der Gründung des Memorial Sloan-Kettering Cancer Center in New York. 1935 wurde Ewing in die National Academy of Sciences gewählt.
Im Jahr 1939 zog sich Ewing von seiner aktiven Wissenschaftlertätigkeit zurück; er starb am 16. Mai 1943 im Alter von 76 Jahren an den Folgen von Blasenkrebs.
James Ewing war auf vielen Gebieten der Medizin tätig, sein Hauptinteresse galt aber der Hämatologie und der Krebsforschung. Er erzielte einen ersten wissenschaftlichen Erfolg mit dem Nachweis der Übertragbarkeit von Lymphosarkomen bei Hunden. Im Jahr 1920 veröffentlichte er die Beschreibung eines neuartigen malignen Knochenkrebses, der mittlerweile als Ewing-Sarkom bezeichnet wird. 